# 池脇千鶴
池脇 千鶴（いけわき ちづる、1981年〈昭和56年〉11月21日 - ）は、日本の女優。愛称は、ちぃちゃん。
鹿児島県生まれ、大阪府出身。吉本興業（旧・エス・エス・エム→よしもとクリエイティブ・エージェンシー）所属。

## 略歴
1997年、オーディション番組『ASAYAN』（テレビ東京）の「CM美少女企画岡村隆史の妹」第二弾「三井のリハウス」“リハウスガール”オーディションで、映画監督の市川準に8000人の中から見初められ、第8代リハウスガールとして芸能界デビュー。なおデビュー作のテレビコマーシャルでは、子役時代の井上真央が妹役として共演している。以降3年にわたって同シリーズに出演し、2000年には同CMで「40th ACC CM FESTIVAL」主演賞を受賞した。
1999年、市川準の監督映画『大阪物語』で沢田研二・田中裕子演ずる夫婦漫才師の娘・霜月若菜役を演じ、映画デビュー。 第54回毎日映画コンクール・スポニチグランプリ新人賞、 第73回キネマ旬報新人女優賞などを受賞した。
2001年、NHK連続テレビ小説『ほんまもん』に主演。
2002年、スタジオジブリの長編アニメーション映画『猫の恩返し』で主役・吉岡ハルの声を担当し声優初挑戦。
2004年には、映画『ジョゼと虎と魚たち』に出演。妻夫木聡とのベッドシーンにも挑戦し、個性的な演技スタイルが話題となる。第18回高崎映画祭最優秀主演女優賞を受賞。
2014年に出演した『そこのみにて光輝く』では、第38回日本アカデミー賞優秀主演女優賞などの数多くの国内映画賞を受賞した他、翌年に行われた第9回アジア・フィルム・アワードで助演女優賞を受賞している。
30代になってからは生活感のある母親の役を演じることも増え、2015年の『きみはいい子』では二児の子を持つ母親の役を演じるために太り、2019年に出演した『半世界』では、職人の妻でいじめに悩む15歳の息子を持つ女性を演じ、第74回毎日映画コンクールや第93回キネマ旬報ベスト・テンで助演女優賞を受賞した。2021年に主演した『その女、ジルバ』（東海テレビ）では、第47回放送文化基金賞番組部門の演技賞を受賞。

## 人物
- 幼少のころから女優になりたいという想いを抱いていたが、8歳か9歳の頃に映画『あ・うん』を観て大きな感動を覚えたことでより演じる側になりたいという想いが増した[8]。
- インドア派。年齢を気にしたことがなく、美しくありたいと思ったこともない[9]。美魔女といった類には興味がなく、2021年現在では化粧水をつけない日もあるとインタビューで語っている[9]。

### 家族
- 両親は鹿児島県出身[1]。5歳上の兄がいる[10]。池脇が芸能界に入るきっかけであるオーディションを受けるため、兄が協力した[1]。

- 猫を4匹飼っている。

### 趣味・特技
- 中学校の時はバレーボール部、高校ではサッカー部のマネージャーをしていた[11]。

## 出演作品
太字は主演。

### テレビドラマ
- 大河ドラマ「徳川慶喜」 第2話「新しい母」（1998年、NHK総合） - さくら 役
- BSドラマ「木綿のハンカチ2〜ライトウインズ物語」（1998年8月 - 10月、NHK-BS2） - 木村めぐみ 役
- 日本テレビ開局45周年記念番組「世紀末の詩」 第7話「恋するコッペパン」（1998年、日本テレビ） - 石田涼子 役
- 救命病棟24時 第8話「娘からの告知」（1999年、フジテレビ） - 大原奈緒子 役
- リップスティック （1999年4月 - 6月、フジテレビ） - 井川真白 役
- 金曜エンタテイメント 真夏の恐怖ミステリー2 ほんとにあった怖い話 (1) 序章（1999年8月27日、フジテレビ）
- 金曜ドラマ「美しい人」（1999年10月 - 12日、TBS） - 門倉純 役
- 2000年正月スペシャル 向田邦子新春ドラマ 「あ・うん」（2000年1月1日、TBS） - 水田さと子 役
- カネボウヒューマンスペシャル最終回「大地の産声が聞こえる―15才 いちご薄書―」（2000年2月28日、日本テレビ） - 榊田いちご 役
- ドラマスペシャル 手塚治虫劇場「るんは風の中」（2000年4月13日、テレビ朝日） - るん 役
- Summer Snow（2000年7月 - 9月、TBS） - 篠田知佳 役
- 慎吾ママドラマスペシャル おっはーは世界を救う（2001年1月8日、フジテレビ）
- 日本テレコム感動ドラマスペシャル「いくつもの海を越えて」（2001年3月6日、日本テレビ） - 千秋 役
- 月曜ドラマスペシャル「母業失格」（2001年3月12日、TBS） - 井上路望 役
- 土曜ワイド劇場「天の瞳2」（2001年3月24日、テレビ朝日） - 大村慧子 役
- 学校の怪談 春の物の怪スペシャル「何かが憑いている」（2001年3月27日、関西テレビ） - 真希 役
- 連続テレビ小説（NHK）
  - 「ほんまもん」（2001年 - 2002年） - 山中（松岡）木葉 役
  - 「ばけばけ」（2025年後期放送予定） - 松野フミ 役[12]
- 新春ドラマスペシャル「鉄道員（ぽっぽや）/青春編」（2002年1月1日、テレビ朝日） - 雪子 役
- キヤノンスペシャル「北野武の色彩大紀行〜真実の色を求めて〜」（2002年、テレビ朝日）
- 東芝日曜劇場「太陽の季節」（2002年7月 - 8月、TBS） - 和泉英子 役
- 火曜時代劇 怪談百物語 第9回「ゴースト」（2002年11月19日、フジテレビ） - おまさ 役
- 聖夜のドラマスペシャル「彼女たちのクリスマス 〜イブの旅立ち〜」（2002年12月24日、フジテレビ） - 柴田弓子 役
- 相棒 Season 1 最終回スペシャル（2002年12月25日、テレビ朝日） - 川端蘭子 役
- ドラマスペシャルLOVERS 第2話「キャメルのコートを私に」（2003年、TBS） - ミオ 役
- 火曜時代劇（スーパー時代劇）「大奥」（2003年6月 - 8月、フジテレビ） - まる 役
  - 「明治篇 新しい生命」（2003年、9月13日）
  - 大晦日もっと大奥SP（第1部）〜薩摩から来た女〜（2003年12月31日）
  - 大晦日もっと大奥SP（第2部）〜将軍の女たち〜（2003年12月31日）
  - 大晦日もっと大奥SP（第3部）〜最後の夫婦〜（2003年12月31日）
- 連続ドラマ「火消し屋小町」（2004年7月 - 8月、NHK総合） - 南夏子 役[13]
- 新春ドラマ祭「ナニワ金融道6」（2005年1月8日、フジテレビ） - 市村朱美 役
- NHKスペシャル 終戦60年企画「象列車がやってきた」（2005年8月8日、NHK総合） - 友部ユリ 役
- 30minutes鬼 #6（2005年、テレビ東京） -
- 金曜ナイトドラマ「時効警察」 第2話「偶然も極まれば必然となると言っても過言ではないのだ!」（2006年、テレビ朝日） - 藤山しおり 役
- 感動ドラマ特別企画「少しは、恩返しができたかな」（2006年3月22日、TBS） - 佐々木実緒 役
- 世にも奇妙な物語 15周年の特別編「リプレイ」（2006年3月28日、フジテレビ） - 戸村涼子 役
- NHK 金とく「みちくさ」前編・後編 （2006年、NHK総合<東海・北陸ブロック放送） - 亜紀 役
- 大河ドラマ「風林火山」（2007年、NHK総合）- 三条夫人 役
- 死ぬかと思った 第13話「四十九日」（2007年、日本テレビ） - 鳴海 役
- 土曜ドラマ 「刑事の現場」（2008年3月、NHK総合） - 瀬戸山瑞穂 役
- ゴンゾウ 伝説の刑事 第6話「潜入捜査」（2008年8月、テレビ朝日） - 佐伯杏子 役
- Friend-Ship Project ～君が教えてくれた夢～（2011年3月12日 - 4月1日、テレビ東京） - 小山佳奈 役
- 土曜ドラマスペシャル「蝶々さん」（2011年11月19日・26日、NHK総合） - 谷川ユリ 役
- 連続ドラマW「贖罪」（2012年、WOWOW） - 小川由佳 役
- ドラマ10「タイトロープの女」（2012年、NHK総合） - 十倉由梨 役
- 東野圭吾ミステリーズ 第6話「シャレードがいっぱい」（2012年8月16日、フジテレビ） - 中瀬弘恵 役
- はぶらし/女友だち（2016年1月5日 - 2月23日、NHK BSプレミアム） - 古澤水絵 役[14][15][16]
- 宮崎のふたり（2016年10月19日、NHK BSプレミアム / 2018年5月5日、NHK総合） - 黒木咲耶 役 [17]
- ごめん、愛してる（2017年7月9日 - 9月17日、TBS） - 河合若菜 役[18]
- その女、ジルバ（2021年1月9日 - 3月13日、東海テレビ） - 笛吹新 / ジルバ 役[19]
- マイスモールランド（2022年3月24日、NHK BS1） - 崎山のり子 役[20]
- アンメット ある脳外科医の日記 第9話（2024年6月10日、関西テレビ・フジテレビ） - 佳苗 役[21]
- 秘密〜THE TOP SECRET〜 第2話（2025年2月3日、関西テレビ・フジテレビ） - 小島郁子 役[22]

### 配信ドラマ
- Jimmy〜アホみたいなホンマの話〜（2018年、Netflix） - 大竹しのぶ 役[23]

### 映画
- 大阪物語（1999年、東京テアトル、監督：市川準） - 霜月若菜 役
- 金髪の草原（2000年、ザナドゥー、監督：犬童一心） - 古代なりす 役（伊勢谷友介とW主演）
- 化粧師 KEWAISHI（2002年、東映、監督：田中光敏） - 沼田時子 役
- ジョゼと虎と魚たち（2003年、アスミック・エース、監督：犬童一心） - ジョゼ（くみ子） 役
- きょうのできごと - a day on the planet - （2004年、コムストック、監督：行定勲） - ちよ 役
- 火火（2005年、ゼアリズエンタープライズ、監督：高橋伴明） - 長坂みどり 役
- 誰がために（2005年、パル企画、マジックアワー、監督：日向寺太郎） - マリ 役
- ナイスの森〜The First Contact〜（2006年、ファントム・フィルム、監督：石井克人、伊志嶺一、三木俊一郎） - イチコ 役
- ストロベリーショートケイクス（2006年、監督：矢崎仁司） - 里子 役
- 音符と昆布（2008年、監督：井上春生） - 小暮かりん 役
- 犬と私の10の約束（2008年、監督：本木克英） - 井上ゆうこ 役
- 丘を越えて（2008年、監督：高橋伴明） - 細川葉子 役
- 火垂るの墓（2008年、監督：日向寺太郎） - 若い未亡人 役
- 20世紀少年 第1章 終わりの始まり（2008年、監督：堤幸彦） - アルバイト店員・エリカ 役
- ホームレス中学生（2008年、監督：古厩智之） - 田村幸子 役
- おいしいマン（朝鮮語版）（2008年、監督：キム・ジョンジュン） - めぐみ 役
- 感染列島（2009年、監督：瀬々敬久） - 真鍋麻美 役
- スイートリトルライズ（2010年、監督：矢崎仁司） - 三浦しほ 役
- パーマネント野ばら（2010年、監督：吉田大八） - ともちゃん 役
- 必死剣 鳥刺し（2010年、監督：平山秀幸） - 里尾 役
- うさぎドロップ（2011年、監督：SABU） - 後藤由起 役
- 神様のカルテ（2011年、監督：深川栄洋） - 東西直美 役[24]
- 指輪をはめたい（2011年、監督：岩田ユキ） - 鈴木和歌子 役
- はさみ hasami（2012年、監督：光石冨士朗） - 永井久沙江 役
- 爆心 長崎の空（2013年、監督：日向寺太郎） - 高森美穂子 役
- 舟を編む（2013年、監督：石井裕也） - 三好麗美 役
- 凶悪（2013年、監督：白石和彌） - 藤井洋子 役
- 潔く柔く（2013年、監督：新城毅彦） - 柿之内愛実 役
- くじけないで（2013年、監督：深川栄洋） - ハローワーク担当者 役
- 神様のカルテ2（2014年、監督：深川栄洋） - 東西直美 役[25]
- そこのみにて光輝く（2014年、監督：呉美保） - 大城千夏 役[26]
- 海月姫（2014年12月27日、監督：川村泰祐） - ばんば 役[27]
- きみはいい子（2015年、監督：呉美保） - 大宮陽子 役[28]
- 怒り（2016年、監督：李相日） - 明日香 役[29]
- 万引き家族（2018年、監督：是枝裕和） - 宮部希衣 役[30]
- きらきら眼鏡（2018年、監督：犬童一利） - 大滝あかね 役（金井浩人とのW主演）[31]
- 十年 Ten Years Japan「その空気は見えない」（2018年、監督：藤村明世、総合監修：是枝裕和） - 母 役[32]
- 半世界（2019年、監督：阪本順治)  - 高村初乃 役 [33]
- 男はつらいよ お帰り 寅さん（2019年、監督：山田洋次)  - 高野節子 役
- マイスモールランド（2022年、監督：川和田恵真） - 崎山のり子 役
- サンセット・サンライズ（2025年、監督：岸善幸） - 持田仁美 役[34]

### 舞台
- 若き日のゴッホ（2003年、日生劇場・大阪松竹座、作：ニコライス・ライト、演出：ジャイルス・ブロック）
- 異人たちとの夏（2009年、シアタークリエ、原作：山田太一、脚本・演出：鈴木勝秀）
- ツルベ噺2011（2011年、世田谷パブリックシアター・森ノ宮ピロティホール・名鉄ホール）

### 劇場アニメ
- 猫の恩返し（2002年、スタジオジブリ制作 / 東宝、監督：森田宏幸） - 吉岡ハル 役
- 機動戦士ΖガンダムII A New Translation -恋人たち-（2005年、サンライズ制作 / 松竹、監督：富野由悠季） - サラ・ザビアロフ 役
- ピアノの森（2007年、監督：小島正幸） - 一ノ瀬怜子 役

### ナレーション
- アジアに生きる子どもたち 「お母さんに会いたい〜フィリピン・ムスリムの兄と妹〜」（2004年、NHK総合）
- 絆・盲導犬訓練士（2006年、KSB）
- NNNドキュメント'06 「俳句ガールズ ひと夏の恋も涙も五・七・五」（2006年、NTV）
- DISCOVERY OF OCEAN －ディスカバリー・オブ・オーシャン－ - いるか、ペンギン パート（2006年、アートポート）ASIN B000NOITGK
- ザ・ドキュメンタリー「笑って生きて」（2009年2月14日、テレビ東京）
- スポーツ大陸 「真の司令塔を目指して 〜バスケットボール 五十嵐圭〜」（2009年2月27日、NHK総合）
- Beauty Recipe〜キレイになる賢い時間の過ごし方〜（2013年10月3日 - 2015年3月26日 、フジテレビ）
- 終戦70年特別企画 いま、言い伝えるべきこと（2015年8月14日、テレビ朝日）
- ザ・ノンフィクション「火事と夫婦と生きがいと ～高円寺「薔薇亭」の1年～」（2022年4月3日、フジテレビ）[35]

### ラジオドラマ
- ストリーム（2002年9月13日、TBSラジオ）
- 円都通信　SEEDS OF MOVIES 「ラッセ・ハルストレムがうまく言えない」（2004年12月 - 2005年1月、JFN系、監督：窪田崇） - 吉川泉 役
- FMシアター 「風紋」（2010年7月3日、NHK-FM）[36]

### CM
- 三井不動産販売／三井のリハウス（1997年 - 2000年）
- NTT DoCoMo関西／デジタルムーバ（1997年 - 1998年）
- UHA味覚糖／ピピンピュア （1998年 - 1999年）
- P&G／ウィスパー フレッシュ スリム（1999年）
- 日本テレコム／ODN （1999年 - 2001年）
- HOYA ビジョンケアカンパニー／HOYALUX（1999年 - 2001年）
- ダイドードリンコ／ミスティオ（1999年）
- Panasonic／ナショナル イメージキャラクター（2000年 - 2002年）
- 農林中央金庫（2000年 - 2002年）
- ライオン／ビトイーンライオン（2001年 - 2002年）
- キリンビール「のどごし〈生〉」（2007年）
- 国税庁「税を考える週間2007」
- サントリー/BOSS（2011年）

### その他
- mixiドラマ「普通じゃない。extraordinary」（2007年、mixi） - 御厨しいな 役
- 名古屋市議会議員選挙の告知ポスター（2007年、愛知県）
- 国税庁「税を考える週間」広報キャンペーンキャラクター（2007年、国税庁）

## 書籍
- 池脇千鶴 そのままの私（1999年、日本文芸社）ISBN 4-537-02677-4

### 写真集
- Hanapepe（1999年、ティ・アイ・エス）ISBN 4-88618-194-5
- tesoro（2000年、角川書店）ISBN 4-04-853271-5
- まっすぐ（2002年、ワニブックス）ISBN 4-8470-2745-0
- 月刊池脇千鶴（2006年6月、新潮社）ISBN 4-10-790160-2

## 受賞歴
- 1999年
  - 第4回日本インターネット映画大賞 新人賞（『大阪物語』）
  - 第25回おおさか映画祭 最優秀新人賞（『大阪物語』）
  - 第24回報知映画賞 新人賞（『大阪物語』）
  - 第54回毎日映画コンクール スポニチグランプリ新人賞（『大阪物語』）
  - 第21回ヨコハマ映画祭 最優秀新人賞（『大阪物語』）
  - 第14回高崎映画祭 最優秀新人賞（『大阪物語』）
  - 第73回キネマ旬報ベスト・テン 日本映画新人女優賞（『大阪物語』）
  - 第23回日本アカデミー賞 新人俳優賞（『大阪物語』）
- 2000年
  - 第40回ACC CM FESTIVAL ACC 主演賞（『三井のリハウス』）
- 2001年
  - 第25回エランドール賞 新人賞[37]
- 2002年
  - 第10回橋田賞 新人賞（『太陽の季節』）[38]
  - 第34回ザテレビジョンドラマアカデミー賞 助演女優賞（『太陽の季節』）[39]
- 2004年
  - 第18回高崎映画祭 最優秀主演女優賞（『ジョゼと虎と魚たち』）
  - 第13回日本映画プロフェッショナル大賞 主演女優賞（『ジョゼと虎と魚たち』）

- 2013年
  - 第38回報知映画賞 最優秀助演女優賞（『舟を編む』､『凶悪』､『潔く柔く』）
- 2014年
  - 第6回TAMA映画賞 最優秀女優賞（『潔く柔く』､『くじけないで』､『神様のカルテ2』）
  - 第69回毎日映画コンクール 女優助演賞（『そこのみにて光輝く』）[40]
  - 第29回高崎映画祭 最優秀助演女優賞（『そこのみにて光輝く』）
  - 第10回おおさかシネマフェスティバル 主演女優賞（『そこのみにて光輝く』）
  - 第24回日本映画批評家大賞 助演女優賞（『そこのみにて光輝く』）[41]
  - 第38回日本アカデミー賞 優秀主演女優賞（『そこのみにて光輝く』）[42]
  - 第9回アジア・フィルム・アワード 助演女優賞（『そこのみにて光輝く』）[43]
- 2019年
  - 第41回ヨコハマ映画祭 助演女優賞（『半世界』）[44]
  - 第74回毎日映画コンクール 女優助演賞（『半世界』）[5]
  - 第93回キネマ旬報ベスト・テン助演女優賞（『半世界』）[6]
- 2021年
  - 第47回放送文化基金賞 番組部門 演技賞（『その女、ジルバ』）[7]